# Tour de Grue de Toruń

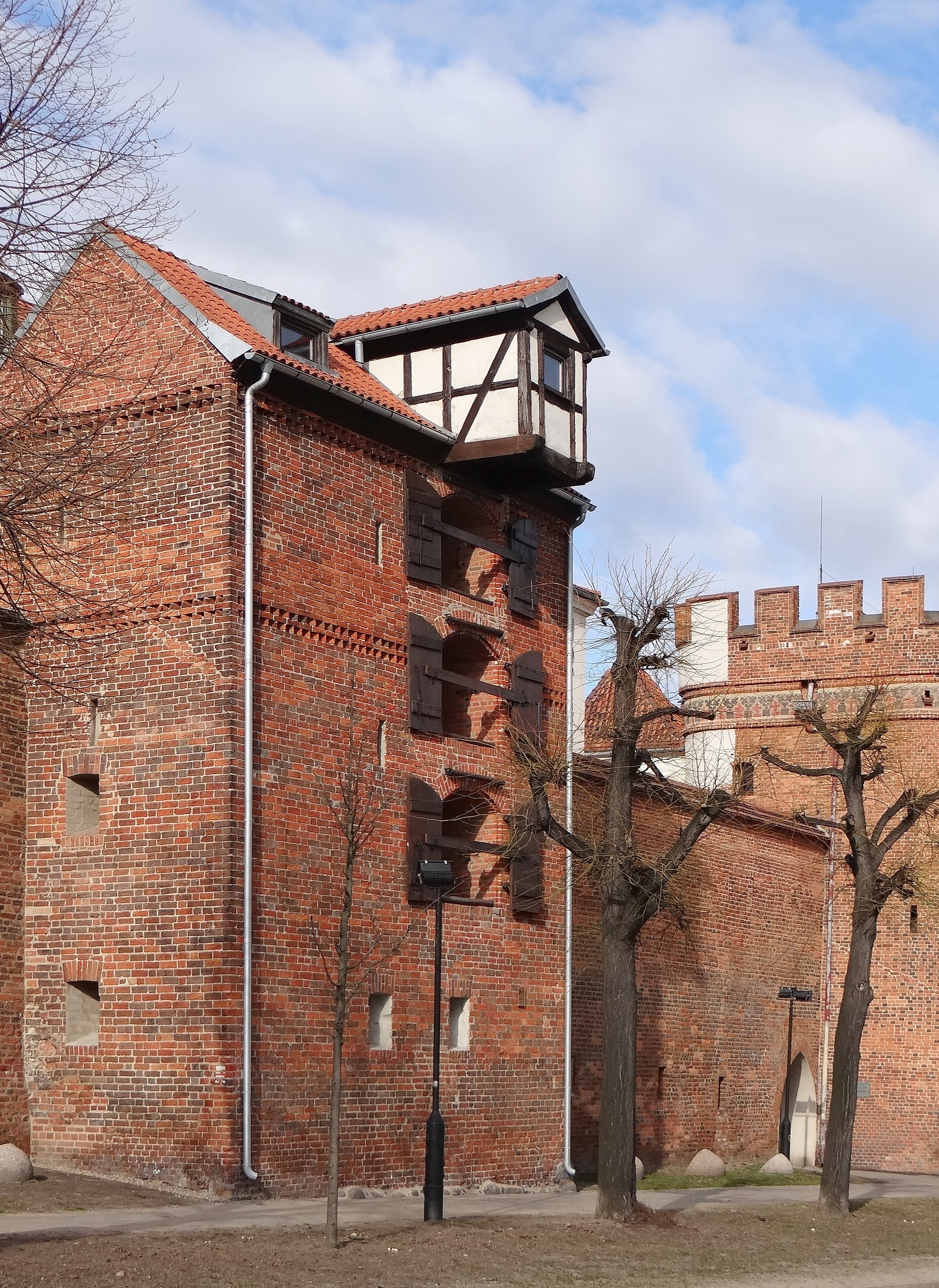
Tour de Grue vue du sud-ouest

La tour de Grue de Toruń (Pologne) est l'une des neuf tours défensives encore existantes au sein de l'enceinte fortifiée de la ville. 

## Localisation
La Tour de Grue est située dans la partie Sud de la vieille ville, à l'ouest de la Porte du Pont.

## Histoire
La Tour de Grue a été construite à la fin du XIIIe siècle. Son nom vient de la grue qu'elle abritait. En 1823, elle a été agrandie et reliée au « Grenier Suédois », situé derrière elle. Un aménagement qui a alors permis de profiter pleinement de sa fonction.

## Architecture
La tour a été construite sur un plan quadrilatéral, en brique gothique, dans un appareil vendien. 
Après la reconstruction du XIXe siècle, elle compte quatre étages et un grenier fonctionnel. La division originale en étages était différente, comme en témoignent les frises gothiques en briques posées en diagonale. 
Au rez-de-chaussée, il y avait des champs de tir du XIXe siècle adaptés aux armes à feu. Aux niveaux supérieurs, on trouvait de grandes ouvertures fermées par des volets en bois.  Dans le grenier, il y avait un dispositif de levage en bois (une grue), dont le mécanisme a été préservé. 
Du côté nord, la tour a été reliée au bâtiment situé au 1 rue Mostowa (le « Grenier Suédois », aujourd'hui devenu l'hôtel Spichrz) par un raccord suspendu de la structure squelettique, avec des remplissages en plâtre. La tour est actuellement couverte d'un toit à pignon.

## Galerie

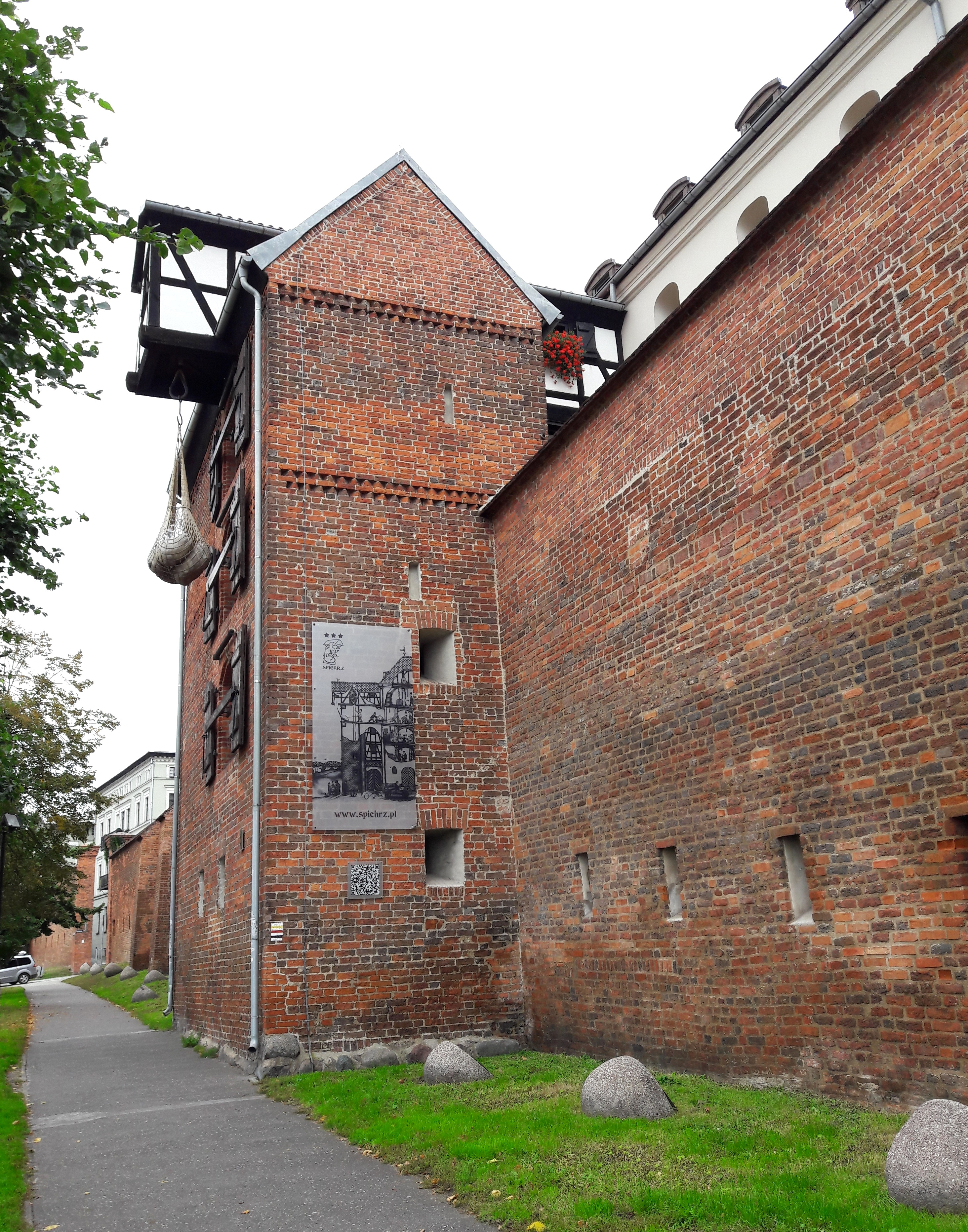
Vue de l'est
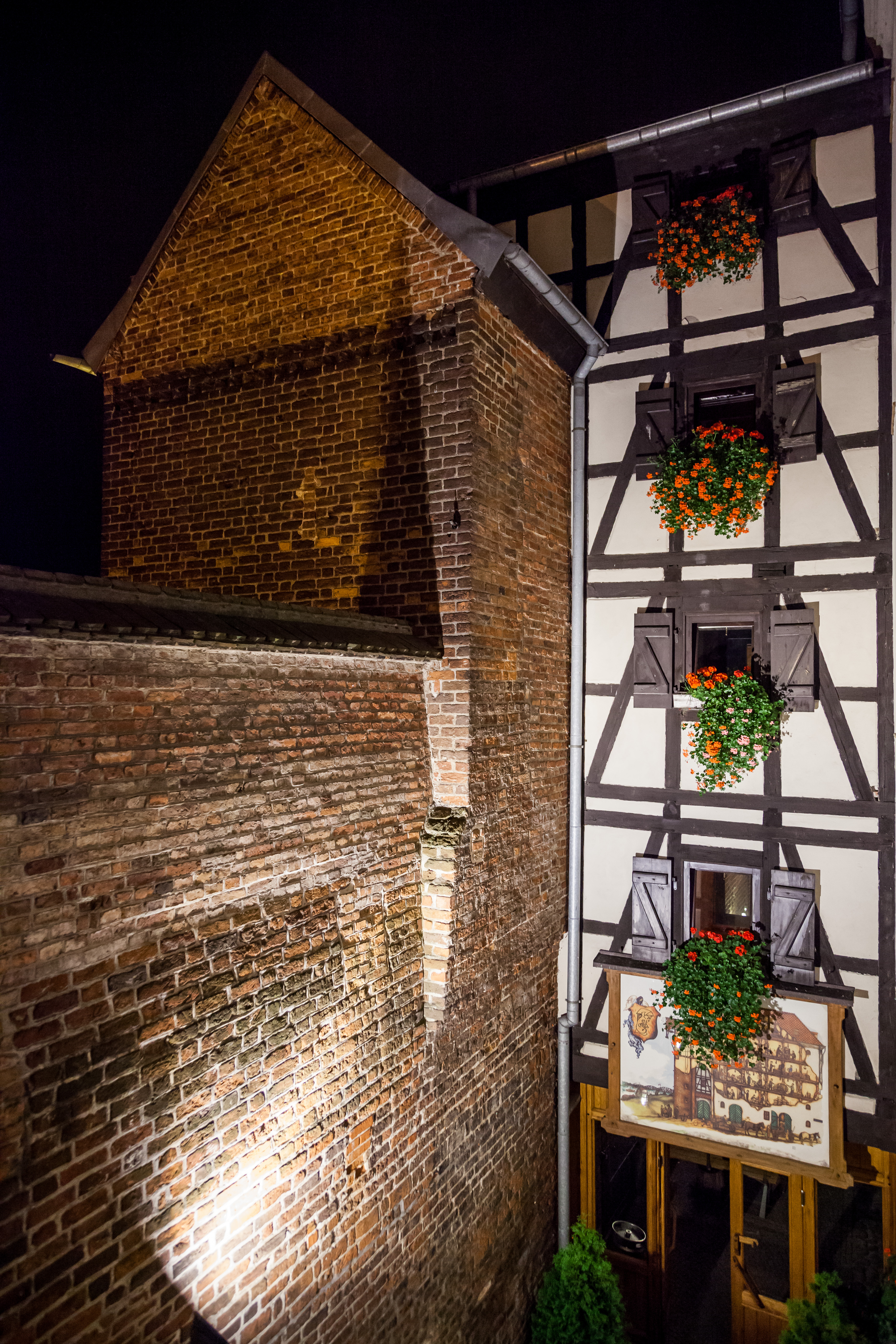
Vue de l'Hôtel Spichrz sur la tour et le connecteur du XIXe siècle
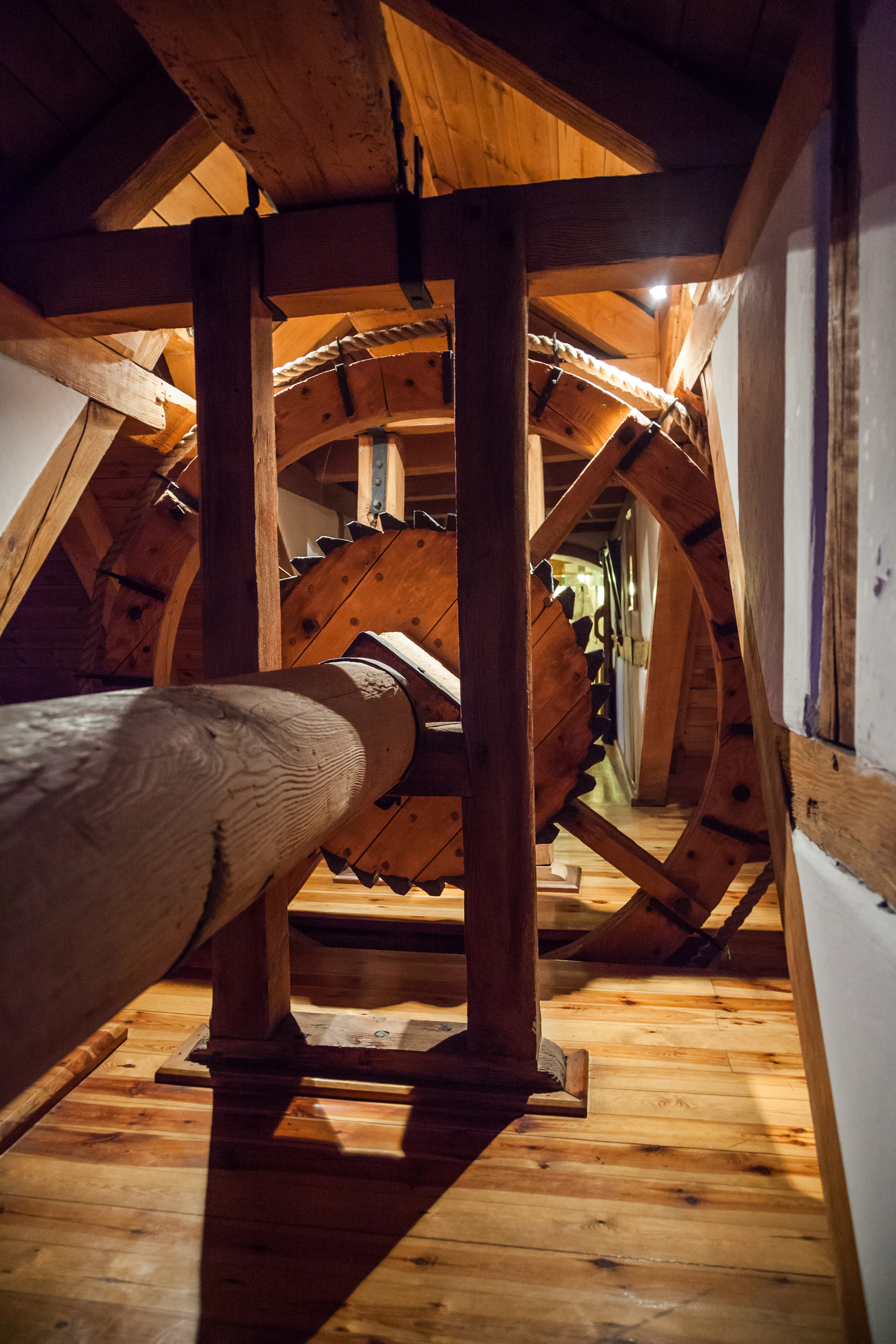
Mécanisme de grue en bois